# Yanti Somer
Yanti Somer (Kirsti Elisa Somersalo, n. 1948) es una actriz finlandesa.
Su primera película fue rodada en Francia en 1967; su debut fue con Delphine, de Eric Le Hung. A partir de 1971 se la vio en películas italianas, siendo conocida en películas junto a Bud Spencer y Terence Hill.  Entre sus films más conocidos se encuentra Man of the East (1972) en el cual ella tiene el papel de Candida. Además estuvo en la película Trinity Is still My Name! (1971) como la hija de una familia de colonos. En su última película formó parte del elenco del film Monsignor de 1982. Yanti rechazó muchas ofertas para hacer películas eróticas.

## Filmografía
- 1967: Delphine
- 1968: Katmandou
- 1969: Les coups pour rien
- 1970: Anita
- 1970: ¿Qué hubieses hecho en mi lugar?
- 1971: Per amore o per forza
- 1971: Trinity Is still My Name
- 1972: Avanti, Avanti
- 1972: Y después le llamaron El Magnífico
- 1973: L'età di Cosimo de Medici
- 1974: Il ritorno di Zanna Bianca
- 1976: Genova a mano armata
- 1976: Cattivi pensieri
- 1977: Anno zero - Guerra nello spazio
- 1982: Monsignor[2]